# قطعنامه ۱۰۰۴ شورای امنیت
قطعنامه ۱۰۰۴ شورای امنیت سازمان ملل متحد که در تاریخ ۱۲ ژوئیه ۱۹۹۵ تصویب شد، سندی بین‌المللی دربارهٔ بوسنی و هرزگوین است. این قطعنامه طی نشست ۳۵۵۳ام با ۱۵ رای موافق، ۰ مخالف و ۰ ممتنع تصویب شد.